# دمیتری لاپیکوف
دمیتری لاپیکوف (روسی: Дмитрий Валентинович Лапиков؛ زادهٔ ۴ ژوئن ۱۹۸۲) وزنه‌بردار اهل روسیه بود.
وی در مسابقات کشوری و بین‌المللی در مجموع برندهٔ ۱ مدال نقره، ۱ مدال برنز شده‌است.